# Castillo Boelare
El castillo Boelare es una edificación ubicada cerca del pueblo Nederboelare, municipio de Geraardsbergen, en la provincia de Flandes Oriental, Bélgica.

## Historia
El castillo solía ser la sede del dominio feudal Land and Barony of Boelare. El registro más antiguo del nombre Boelare se remonta al siglo XI, pero el dominio probablemente sea más antiguo.
Algunos indicios apuntan a un primer castillo en Boelare en el siglo IX. Sin embargo, la estructura de los edificios actuales que forman parte del castillo se remonta a 1605. El 1 de julio de 1987, el gobierno belga clasificó el castillo como importante tesoro nacional. En 1983, los edificios fueron renovados y desde entonces se utilizan como residencia para personas mayores.